# Rumboci
Rumboci – wieś w Bośni i Hercegowinie, w Federacji Bośni i Hercegowiny, w kantonie hercegowińsko-neretwiańskim, w gminie Prozor-Rama. W 2013 roku liczyła 1350 mieszkańców, z czego większość stanowili Chorwaci.